# Уолстроміт
Уолстроміт, волстроміт (рос. уолстромит; англ. walstromite; нім. Walstromit m) — мінерал, силікат барію та кальцію кільцевої будови.
Названий за прізвищем американського геолога Р. Е. Уолстрома (R.E.Walstrom), J.T.Alfors, M.C.Stinson, R.A.Matthews, 1965.

## Опис
Хімічна формула: BaCa2[Si3O9].
Містить у % (з порід окр. Фресно, шт. Каліфорнія, США): BaO — 33,3; CaO — 26,1; SiO2 — 39,6. Домішки: Al2O3, TiO2, FeO, MnO, MgO, SrO, K2O.
Сингонія триклінна. Пінакоїдальний вид. Форми виділення: короткопризматичні кристали довжиною до 15 мм, зернисті аґреґати. Спайність досконала по (011) і (010), середня по (100). Густина 3,67. Тв. 3,5. Колір білий; буває безбарвним. Риса біла. Блиск скляний, на площинах спайності перламутровий полиск.

## Утворення і поширення
Утворюється в скарнах. Зустрічається у вигляді лінз у воластонітових кварцитах окр. Фресно (шт. Каліфорнія, США) разом з санборнітом, воластонітом1, кварцом, піритом та ін. Асоціює також з цельзіаном, тарамелітом, краускопфітом, макдональдитом, мюїритом, верпланкітом, траскітом.